# Duabanga taylorii
Duabanga taylorii är en fackelblomsväxtart som beskrevs av Jayaw.. Duabanga taylorii ingår i släktet Duabanga och familjen fackelblomsväxter. Inga underarter finns listade i Catalogue of Life.